# 土曜えき☆スタUP
土曜えき☆スタUP（どようえきすたアップ）は、北海道文化放送（UHB）で毎週土曜日の12:00 - 12:55の時間帯で放送されていた情報番組。

## 概要
2005年4月2日放送開始。コンセプトは「週末エンジョイマガジン」。前番組「YASUのえき☆スタ@noon」と同じくJR札幌駅直結のショッピングモール「札幌ステラプレイス」1階にあるUHB・AIR-G'のオープンサテライトスタジオ「えき☆スタ」から生放送される。道内各地のイベント・グルメ情報、北海道日本ハムファイターズや、コンサドーレ札幌の情報など北海道に密着した内容は変わらないが、より若者向けにアピールした内容になっている。
日本ハムファイターズ情報は、ファイターズOBの広瀬哲朗が引き続き担当。時間は若干短くなった。前番組と異なり、広瀬はスポーツコーナーにのみ登場する。
札幌ステラプレイス内の店舗から生中継するコーナーも前番組から引き続いて真下めぐみが担当。
9月24日をもって終了、同年10月15日からは後継番組「えき☆スタ1」がスタート。「えき☆スタ」からの生放送は変わらないが開始時間を13:00に繰り下げる。司会は前々番組「YASUのえき☆スタ@noon」に出演していた森崎博之(TEAM-NACS)と遠藤麗奈アナウンサーが担当。

## 出演者
- 森基誉則
- 竹中美彩（北海道文化放送アナウンサー）
- 広瀬哲朗
- 真下めぐみ
- 箕輪直人